# أنجلين كوينتو
أنجلين كوينتو (بالإنجليزية: Angeline Quinto)‏ (و. 1989  م) هي مغنية، وممثلة، وعارضة فلبينية، ولدت في Sampaloc, Manila ‏، بدأت مشوارها المهني سنة 2011.

## التعليم
تعلمت في Dominican School Manila ‏.

## وصلات خارجية
- أنجلين كوينتو في قاعدة بيانات الأفلام على الإنترنت